# María Catalina Marchi
María Catalina Marchi (1883, Argel - 26 de agosto de 1973, Buenos Aires) fue una mujer que trabajó en favor de las personas invidentes.
Quedó ciega a los cuatro años. Realizó sus estudios primarios, cursó música, canto y francés. Hizo apuntes en braille para sus compañeros, enseñó musicografía y dictó clases ad honorem. Realizó conferencias mediante radiotelefonía. Fue cofundadora de la Biblioteca Argentina para Ciegos. Desde 1925 realizó programas radiales. En 1931 fundó el Hogar para Ciegos Vicenta Castro Cambón, en honor a la poetisa ciega, siendo su directora. Existen un premio y una calle en Palermo (Buenos Aires) con su nombre.